# Begonia × breviscapa
Begonia × breviscapa é uma espécie de Begonia.